# Ben Wiles
Ben Wiles, né le 17 avril 1999 à Rotherham en Angleterre, est un footballeur anglais évoluant au poste de milieu central à Huddersfield Town.

## Biographie

### Rotherham United
Né à Rotherham en Angleterre, Ben Wiles est formé par le club local du Rotherham United. Il signe son premier contrat professionnel le 1er juin 2017. 
C'est donc avec ce club qu'il fait ses débuts en professionnel. Il joue son premier match en Championship, la deuxième division anglaise, le 4 août 2018, lors de la première journée de la saison 2018-2019 face au Brentford FC. Il entre en jeu à la place de Michael Smith et son équipe s'incline par cinq buts à un.
Wiles inscrit son premier but en professionnel le 31 août 2019, lors d'une rencontre de championnat face au Tranmere Rovers. Titulaire, il ouvre le score, mais les deux équipes se neutralisent (1-1 score final).

### Huddersfield Town
Le 25 août 2023, Ben Wiles rejoint Huddersfield Town. Il signe un contrat de trois ans, soit jusqu'en juin 2026.

## Vie privée
Ben Wiles est le petit-fils d'Eddie Colquhoun, ancien footballeur international écossais et joueur emblématique du Sheffield United.